# Hans-Jörg Klindt
Hans-Jörg „Hansi“ Klindt (* 27. Februar 1961 in Bielefeld) ist ein ehemaliger deutscher Handballspieler. Gegenwärtig ist er auch als Handballfunktionär und Trainer tätig. Der Torwart spielte unter anderem beim TuS Nettelstedt in der 2. Handball-Bundesliga.

## Leben
Klindt wechselte 1983 vom TuS Spenge zum TuS Nettelstedt in die zweite Liga. Im April 1985 wurde ihm aus disziplinarischen Gründen gekündigt und er kehrte nach Spenge zurück. 1989 folgte der Wechsel zum TV Lenzinghausen und 1994 zur TSG Altenhagen-Heepen.
Klindt ist außerdem Schulsportreferent des Westdeutschen Handball-Verbands und A-Trainer beim DHB.
Derzeit lebt er mit seiner Familie in Bielefeld-Heepen.